# 蔡承邑
蔡承邑（1986年3月22日—），台灣男演員。出生於台灣高雄。2011年拍攝電影《燃燒吧！歐吉桑》入行，參與過多部舞台劇、音樂劇、電影、電視、廣告與微電影短片的演出，主演的短片如《該死的日子》、《媽的金項鍊》、《紅衣S》、《雞•蛋》、輔導金短片《氣》等作品曾入圍多項國內外大小影展；並曾以短片「真實劇場-小小服務員」中的奧客一角引起注目，影片上線三天破百萬瀏覽人次、數萬則分享。於電視劇《這些年那些事》中飾演「狗子」一角獲多家媒體報導，並以網路BL劇《History3圈套》中正邪反轉的刑警「阿志」一角於PTT、微博超話等兩岸討論區引起觀眾熱烈迴響討論；主演的電影《漂港》亦曾獲得溫哥華華語電影節最佳影片，並入選為亞太影展閉幕片。。

## 經歷
蔡承邑出生於高雄的眷村，就讀明德國小、右昌國中及新莊高中，畢業於國立臺灣藝術大學戲劇與劇場應用學系。從小學開始就喜歡獨自跑去住家附近的中山堂及中正堂看電影，尤其熱愛成龍的動作電影及朱延平導演的好小子、新烏龍院等系列，也因為看到了同齡的郝劭文、釋小龍等人在電影中的演出，對表演工作產生嚮往。國中時因緣際會加入校內跆拳道隊開始選手生活而有了成為國手的念頭，曾在全國中等學校運動會以高雄市冠軍身份代表參賽，卻在比賽過程中不慎受傷，國手夢斷。2010年經戲劇系學長推薦演出電影【燃燒吧！歐吉桑】正式接觸演藝圈並於多部電視劇中客串演出。退伍後因多方因素考量一度暫緩演出工作，期間曾至量販店從事過保全、美工等工作，後來到高雄大寮的中庒國中擔任表演藝術教師，直到2015年離開教職重回演藝圈。

## 演出作品

### 電影
| 年份 | 片名               | 導演   | 飾演             | 合作演員                  | 備註                         |
| 2011 | 《燃燒吧！歐吉桑》 | 黃建亮 | 隊員阿卡         | 黃騰浩、魏蔓              | 2011年10月28日上映           |
| 2015 | 《OPEN！ OPEN！》  | 簡嫚書 | OPEN醬(動作演員) |                           | 2015年8月28日上映            |
| 2018 | 《漂港》           | 張書瑋 | 阿偉             | 鍾瑶                      | 男配角，第58屆亞太影展閉幕片 |
| 2019 | 《灼人秘密》       | 趙德胤 | 特務             | 吳可熙                    | 2019年7月19日上映            |
| 2021 | 《哭悲》           | 賈宥廷 | 早餐店老闆       | 朱軒洋 、 藍葦華 、蔡昌憲 | 2022年1月22日上映            |
| 2021 | 《該死的阿修羅》   | 樓一安 | 刑警             | 莫子儀                    | 2022年3月11日上映            |
| 2022 | 《售命》           | 鄧仲謀 | 刑警             |                           | 2022年4月29日上映            |

### 劇集
| 年份   | 電視臺                | 劇名                    | 飾演             | 導演                 | 備註     |
| 2011年 | 客家電視台            | 阿憨妹                  | 學長             | 林志儒               | 客串     |
| 2011年 | 中視                  | 美樂。加油              | 音樂製作人 Steve | 柯翰辰               | 客串     |
| 2015年 | 大愛電視台            | 鑼聲若響                | 阿中             | 毛致新               | 配角     |
| 2016年 | 公視                  | 學生劇展《嘴上功夫》    | 刑警             | 陳彥融、林元煌       | 客串     |
| 2017年 | 大愛電視台            | 若是來恆春              | 陳先生           | 張晉榮               | 客串     |
| 2017年 | 大愛電視台            | 生命桃花源              | 蕭正義           | 張為德               | 配角     |
| 2017年 | 台視 東森綜合台       | 如朕親臨                | 水電師傅         | 陳嘉鴻               | 客串     |
| 2017年 | 公視                  | 他們在畢業的前一天爆炸2 | 318學運疲累刑警  | 鄭有傑               | 特別演出 |
| 2017年 | 中視 中天綜合台       | 這些年那些事            | 苟建國(狗子)     | 沈曉海               | 配角     |
| 2017年 | 台視                  | 牡丹花開                | 賴添輝           | 馮興華               | 客串     |
| 2019年 | 三立都會台 華視       | 用九柑仔店              | 討債大哥         | 高炳權、曾英庭       |          |
| 2019年 | 民視 公視             | 鏡子森林第一季          | 酒測警察         | 鄭文堂               | 客串     |
| 2019年 | 公視                  | 我們與惡的距離          | 哈哈哥/導演      | 林君陽               | 客串     |
| 2019年 | LINE TV               | History3-圈套           | 阿志             | 李青蓉               | 配角     |
| 2019年 | LINE TV               | 靈異街11號              | 疤面殺手         | 洪子鵬               | 客串     |
| 2019年 | HBO 公視              | 通靈少女2               | 樂透王           | 劉彥甫               |          |
| 2019年 | 華視                  | 微電影《青春夢》        | 小龍             | 張國甫               |          |
| 2020年 | 三立都會台            | 未來媽媽                | 謝先生           | 吳建新               | 客串     |
| 2020年 | LINE TV               | 金愛演真探團            | 楊伍宏           | 吳子維               | 客串     |
| 2020年 | MOMO追劇台 myVideo    | 追兇500天               | 阿力             | 蔡怡芬、王盼雲       |          |
| 2020年 | 公視                  | 學生劇展‧女孩荷爾蒙     |                  | 林思妤               |          |
| 2020年 | HBO                   | 獵夢特工                | 阿坤             | 傅鶇、洪昇揚         |          |
| 2020年 | myVideo               | 做工的人                | 阿猴             | 鄭芬芬               |          |
| 2020年 | 公視                  | 返校                    | 執法人員         | 蘇奕瑄、莊翔安、劉易 | 客串     |
| 2021年 | YouTube 公視          | 國際橋牌社2             | 李豐原           | 林龍吟、林世章       | 配角     |
| 2022年 | 衛視電影台 Disney+    | 我是自願讓他殺了我      | 呂政穎           | 詹淳皓               | 配角     |
| 2022年 | Disney+ bilibili      | 正義的算法              | 李先生           | 許富翔               | 客串     |
| 2022年 | 公視 MyVideo 台視     | 茁劇場－綠島金魂        | 獄卒             | 北村豐晴             | 客串     |
| 2023年 | 三立都會台 TVBS歡樂台 | 親愛壞蛋                | 營區經理         | 洪子鵬               | 配角     |
| 2025年 | MyVideo               | 喝酒吧！笨蛋            | 紅龜             | 樓一安               | 配角     |
| 2025年 | 公視 LINE TV          | 零日攻擊                | 阿哲             | 蘇奕瑄               | 配角     |

### 微電影
| 年份   | 片名                                                             | 飾演           | 導演   |
| 2013年 | YS青年職涯工作站《大男孩小夢想(上/下集)》                        | 小B            | 簡辰帆 |
| 2015年 | 紅衣小女孩概念微電影《紅衣Ｓ》                                   | 老鼠           | 朱俊仰 |
| 2016年 | 兒童福利聯盟微電影《Double‧Love》                                | 晴爸           | 陳家南 |
| 2016年 | 社團法人台南市一葉蘭同心會《好久不見》                           | 阿龍           | 陳秉鴻 |
| 2016年 | 真實劇場《諜對諜曖昧 （页面存档备份，存于）》                    | 櫃台店員       | 張恩嬅 |
| 2016年 | 真實劇場《職場霸凌 （页面存档备份，存于）》                      | 奧客           | 張恩嬅 |
| 2017年 | 真實劇場《勾心鬥角 （页面存档备份，存于）》                      | 老闆           | 張恩嬅 |
| 2017年 | 真實劇場《行行不容易 （页面存档备份，存于）》                    | 資深老鳥       | 張恩嬅 |
| 2020年 | 促進轉型正義委員會《無聲之傷》                                   | 江耀堂         | 蘇奕瑄 |
| 2021年 | 羅慧夫顱顏基金會《我該生下你嗎？懷上顏面缺陷的的孩子該怎麼辦？》 | 陪伴崩潰的丈夫 |        |

### 電影短片
| 年份   | 片名                     | 飾演           | 導演                             | 備註 |
| 2015年 | 《泣女The Crying Woman》 | 剪輯師(男1)    | Cesar Puchol River蒲彥超(西班牙) | 孟加拉國際公開賽電影節四強、青春有影大學盃百大精選獎 |
| 2015年 | 《該死的日子》           | 綁匪小弟(男2)  | 邱珩偉                           | 2015台南39小時拍片競賽「首獎」&「最佳人氣獎」、「2015柏林國際短片影展」參展 、「2016城市游牧影展」入圍                                                                     |
| 2016年 | 《羅爾德》               | 羅爾德(男1)    | 溫芝晴                           | 第50屆休士頓國際影展短片/家庭兒童類銅獎 |
| 2016年 | 《媽的金項鍊》           | 阿龍(男1)      | 李冠詰                           | 2016台北48小時影片拍攝計畫「最佳影片、最佳導演、最佳劇本、最佳攝影」 |
| 2017年 | 《黑袍Black Drop》       | 黑袍(男1)      | 賴正翰                           | 2017放視大獎入圍、2017金典新秀設計獎入圍、2017新北市學生影像新星獎入圍 |
| 2017年 | 《菜脯》                 | 謙仔(男1)      | 巫沅憲                           | 2017放視大獎銅獎、2017青春影展觀眾人氣獎、2017金典新秀設計獎入圍 |
| 2018年 | 《雞•蛋》                | 直銷主任林榮彬 | 黃尹浩                           | 「倫敦獨立電影獎」最佳新導演、「紐約國際影視展」最佳電影短片入圍、「彩虹傘電 影節」「東南亞電影節」「地中海電影節」「獨立電影獎」「獨立日電影節」「視野互動影展」入圍      |
| 2018年 | 《氣》                   | 吳健朗         | 劉易                             | 106年度電影短片輔導金補助、入選第55屆金馬影展華語透視界單元、第41屆金穗獎影展-短片輔導金D、2019 大阪亞洲電影節、2019 新加坡華語電影節、2019高雄電影節 台灣競賽評審團特別獎 |

### 音樂錄影帶
- 2011 FHM男人幫《女孩愛自拍 （页面存档备份，存于）》

### 廣告作品
- 2016 農業信用保險 （页面存档备份，存于）
- 2016 黑松茶花麥茶 （页面存档备份，存于）
- 2016 奈米鎢潤滑油添加劑 （页面存档备份，存于）
- 2016 Dyson吸塵器【新年快樂篇】 （页面存档备份，存于）
- 2016 Aperio_艾貝歐【花果精靈滋養護手乳霜】 （页面存档备份，存于）
- 2016 BOSCH摩托車ABS【只有更安全，沒有夠安全】 （页面存档备份，存于）
- 2017 俥酷 iParking:解決停車大小事
- 2017 La New生活防水系列
- 2018 葵珍-東方不敗篇 （页面存档备份，存于）
- 2018 亞培安素 【團圓的背後】 你知道爸媽花了什麼嗎？ （页面存档备份，存于）
- 2018 大眾汽車(中國) （页面存档备份，存于）
- 2018 Kirin 一番搾網路廣告 搶匪篇 （页面存档备份，存于）
- 2018 第12屆myfone行動創作獎形象廣告 （页面存档备份，存于）
- 2018 紐崔萊高效B群雙層錠 工程師篇 （页面存档备份，存于）
- 2018 歐姆龍溫熱低週波治療器 （页面存档备份，存于）
- 2018 肌樂【痠痛扯後腿系列TVC】 （页面存档备份，存于）
- 2018【權證】小錢飛鏢｜終卷 （页面存档备份，存于）
- 2018 新竹縣政府文化局【HAKKA 好客竹縣】
- 2018 GOAT運動品牌服飾網路廣告【Be Your Own GOAT】
- 2018 奈森克林牙線廣告 （页面存档备份，存于）
- 2019 第13屆myfone行動創作獎形象廣告-反骨任務篇 （页面存档备份，存于）
- 2019 家樂福冷氣特攻隊 專業篇 （页面存档备份，存于）
- 2019 家樂福冷氣特攻隊 痕跡篇 （页面存档备份，存于）
- 2020 三花棉業 爸爸的舊背心篇

## 外部連結
- 蔡承邑Kass的Facebook專頁
- 蔡承邑Kass的Instagram帳戶